# Tutitu DEUTSCH
Tutitu deutsch es un canal que aprenden con tutitu en aleman como números formas letras colores animales etc es aleman y todo sobre el idioma aleman